# Ardea (журнал)
Ardea — оглядовий науковий журнал, що друкує офіційні публікації Нідерландського орнітологічного союзу, почав виходити друком в 1912 р. Публікується двічі на рік і містить наукові статті щодо птахів, зокрема щодо екології птахів, способу життя і еволюції. Публікуються також звіти про наукові конференції і діяльність робочих груп. Журнал названо на честь Ardea, роду чапель.

## Ресурси Інтернету
- Netherlands Ornithologists' Union [Архівовано 28 січня 2017 у Wayback Machine.]

1. 1 2  The ISSN portal — Paris: ISSN International Centre, 2005. — ISSN 0373-2266
2. 1 2  Biodiversity Heritage Library — 2006.
3. ↑  Internet Archive — 1996.